# Monaster Sihăstria
Monaster Sihăstria – prawosławny męski klasztor, położony we wsi Piprig w gminie Vanatori w północnej części okręgu Neamț, w archieparchii Jass Rumuńskiego Kościoła Prawosławnego. Jeden z najważniejszych ośrodków życia monastycznego w Rumunii w II poł. XX w. i na początku wieku XXI. Z klasztorem przez wiele lat związany był mnich Kleofas (Ilie), uważany przez wiernych rumuńskich za świętego starca.

## Historia
W lasach, na terenie których położony jest klasztor, w XVII w. osiedlali się mnisi z nieodległych monasterów Neamț, Secu i Agapia, którzy pragnęli prowadzić surowsze życie pustelnicze, w skicie. Z myślą o tej grupie ascetów biskup Huși Gedeon wzniósł w 1655 pierwszą cerkiew. W latach 50. XVII w. w skicie przebywało siedmiu mnichów. Wskutek najazdów tatarskich monaster został jednak do początku XVIII w. całkowicie zniszczony. Nową cerkiew w tym miejscu wzniósł w 1734 biskup Romanu Gedeon, z zamiarem urządzenia nowego klasztoru i sprowadzenia do niego mnichów z monasteru Secu. W latach 1824–1826 z inicjatywy metropolity mołdawskiego Beniamina w skicie wzniesiono murowaną cerkiew, dzwonnicę oraz budynek z celami mnichów, całość zaś otoczono murem z jedną bramą wjazdową. W 1837 zbudowano również drewnianą cerkiew świętych Joachima i Anny oraz dwa kolejne obiekty mieszkalne. Na potrzeby świątyń monasterskich wykonano w monasterze Neamț komplet utensyliów liturgicznych, ponieważ przedmioty znajdujące się w starszych cerkwiach zostały zniszczone. Monaster funkcjonował od I poł. XIX w. nieprzerwanie. W 1941 został uszkodzony podczas działań wojennych; w pożarze spłonęła część zabudowań mieszkalnych oraz drewniana świątynia. Po tym wydarzeniu część mnichów opuściła monaster. Zniszczone obiekty zostały odbudowane w latach 1944–1946. W latach 1986–1988 mnich Bartłomiej (Florea) wykonał w głównej cerkwi klasztornej nową dekoracją malarską, w miejsce zniszczonej podczas II wojny światowej. Po ukończeniu prac, 16 października 1988, miało miejsce powtórne poświęcenie obiektu, którego dokonał patriarcha rumuński Teoktyst w asyście biskupa Romanu Eutymiusza i piętnastu duchownych. Po 1989 wspólnota monasterska liczyła 140 mnichów i posłuszników; na początku XXI w. było ich ok. 120. Mnisi zajmują się pisaniem ikon, tworzeniem literatury religijnej i teologicznej, pracują w gospodarstwie i w lesie.
Klasztor jest jednym z najważniejszych ośrodków religijnych i pielgrzymkowych w Rumuńskim Kościele Prawosławnym końca XX w. i pocz. XXI w. Przyczyną takiego wzrostu znaczenia monasteru była sława świętych starców, jaką cieszyli się żyjący w nim w XX w. archimandryci Joannicjusz (Balăn) i Kleofas (Ilie).

## Architektura
Kompleks monasterski wzniesiony jest w stylu mołdawskim. Dawna główna cerkiew klasztoru została zbudowana na planie trójkonchowym z jedną wieżą. Długość świątyni wynosi 21,5 metra, szerokość absydy – 11 metrów, zaś wysokość wieży – 20 metrów. Szczególną czcią otaczana jest przechowywana w cerkwi ikona Matki Bożej z pocz. XX wieku. W latach 90. XX wieku zbudowany został murowany sobór św. Teodory z Sihli, co miało związek ze wzrostem znaczenia monasteru i liczby przybywających pielgrzymów. Była to pierwsza cerkiew pod wezwaniem tej świętej mniszki, kanonizowanej w 1992. Zbudowano ją w tradycyjnym stylu rumuńskim, na planie trójkonchowym, z trzema wieżami. Monaster posiada własny cmentarz z drewnianą cerkwią świętych Archaniołów Gabriela i Michała, zbudowaną w latach 1987–1989 z inicjatywy archimandryty Wiktoryna (Oanele).